# یلیتووو

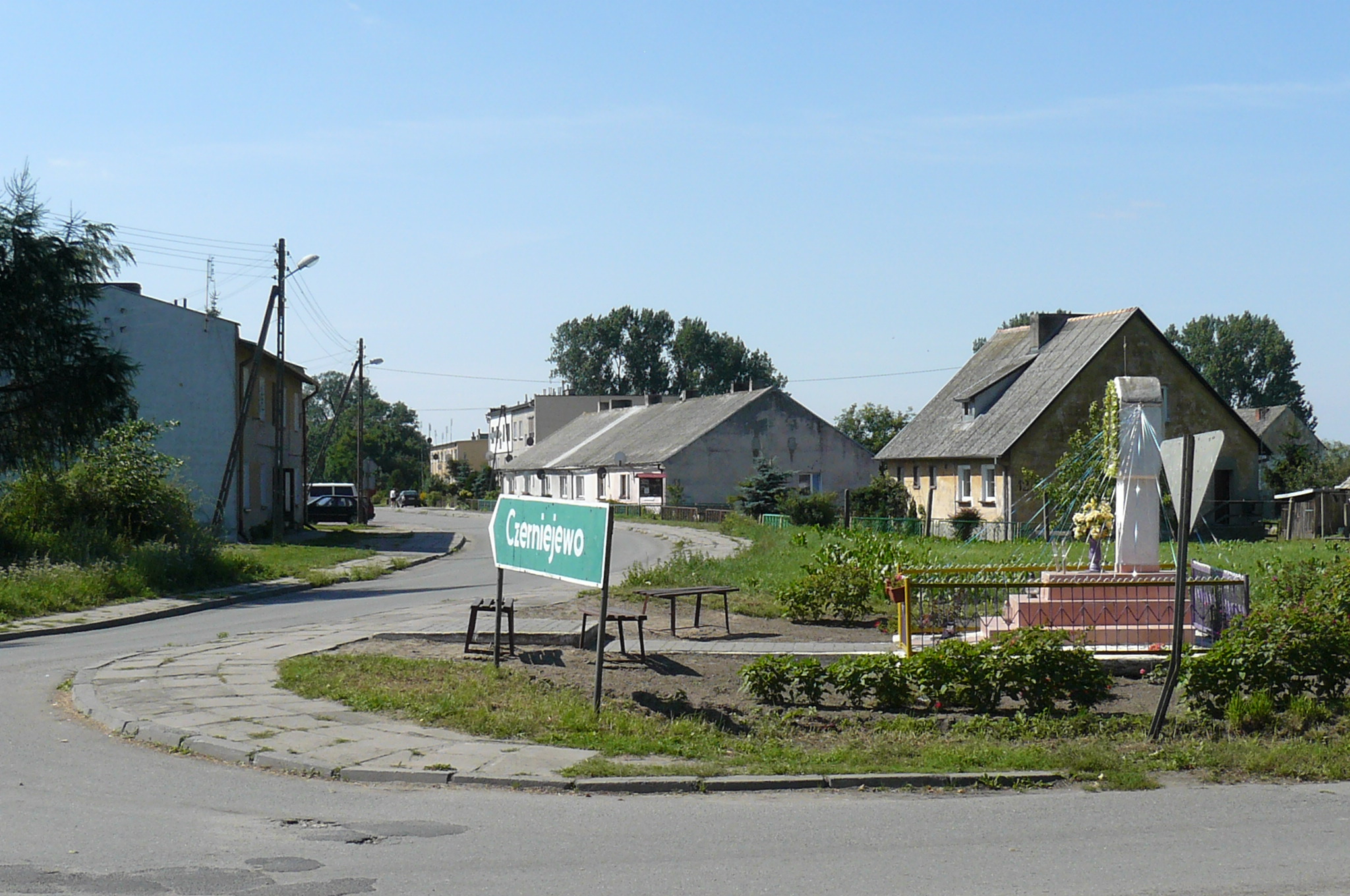
یلیتووو روستایی در لهستان

یلیتووو (به لاتین: Jelitowo) یک روستا در لهستان است که در گمینا نگخانووو واقع شده‌است.